# Jamie Hewlett
Jamie Christopher Hewlett (Horsham, 3 april 1968) is een Engelse striptekenaar en artiest. Hij creëerde samen met Blur-zanger Damon Albarn de virtuele band Gorillaz. Daarnaast is Hewlett de bedenker van de strip Tank Girl. In 2006 werd Hewlett uitgeroepen tot Designer of the Year vanwege zijn werk voor Gorillaz.

## Biografie
Hewlett groeide op in Horsham, West Sussex. Daar ging hij naar Tanbridge House School, waar zijn talent snel werd opgemerkt: hij werkte mee aan een campagne voor verkeersveiligheid waarmee de school de tweede plaats won in een nationale wedstrijd.
Na zijn middelbare school vertrok hij naar Worthing Art College, waar hij met medestudenten Alan Martin en Phillip Bond zijn eigen fanmagazine Atoman opzette. Toen Hewlett klaar was met school vroeg Brett Ewins hem en Martin om strips te maken voor het blad Deadline, een blad over muziek en cultuur. De drie werden gevraagd door Brett Ewins, die samen met Steve Dillon net het blad hadden opgezet. Zo ontstond in 1988 de strip Tank Girl, een verhaal over een tienermeisje uit de punkscene die in een tank reed en een gemuteerde kangoeroe als vriendje had. Later wordt Hewlett gevraagd door verschillende bands (zoals Senseless Things en Cud) om de cover van hun albums te ontwerpen. In 1992 brak Hewlett door bij de mainstreammedia met zijn strip Hewligan's Haircut.
In 1995 maakte Metro-Goldwyn-Mayer een speelfilm van Tank Girl. De film werd echter een flop en was tevens een teleurstelling voor aanhangers van de strip.
In 1997 besloten Hewlett en Damon Albarn samen in een appartement te gaan wonen. Ze kenden elkaar al een tijdje, en kwamen met elkaar in aanraking door wederzijdse vrienden. Het is in die periode dat de twee op het idee van een virtuele band kwamen. Het idee was dat Albarn de muziek zou maken en Hewlett zich met de animatie bezig zou houden. Hij baseert zijn tekeningen op de muziek van Albarn; de animaties kwamen namelijk pas nadat hij de nummers had gehoord. Voor alle animaties werd een bedrijf opgericht: Zombie Flesh Eaters. De band kreeg de naam Gorillaz en zij brachten hun gelijknamige debuutalbum in 2001 uit. De band werd een groot succes en een tour werd gehouden, waarin de creaties van Hewlett geprojecteerd werden op een scherm. Albarn en de band verzorgden dan achter het scherm de muziek.
In 2006 won Hewlett in Engeland de prijs voor Designer of the Year. Hewlett won met Albarn de prijs voor Songwriters of the Year bij de Ivor Novello Awards.